# Lee Chang-min
Lee Chang-min (20 de janeiro de 1994) é um futebolista profissional sul-coreano que atua como defensor, atualmente defende o Jeju United.

## Carreira
Lee Chang-min fez parte do elenco da Seleção Sul-Coreana de Futebol nas Olimpíadas de 2016.